# Blasio Tomasi
Blasio Tomasi (Comacchio, 1585 ? - Massa Fiscaglia, 1640), de vegades Biasio, Biagio o Biasio, fou un compositor italià de principis del segle xvii. Va ser organista de Comacchio, en el ducat de Ferrara i és conegut per les obres següents:
- Madrigali a cinque voci (Venècia, 1611);
- Il secondo libro de Madrigali a cinque et a sei voci, con il basso continuo; de quali parte si potrá cantare con l'instrumento e senza; et parte necesseriamente lo ricerca, havendo posta nel fine la tavola che insegnera il modo per concertarli, (Venècia, 1613);

També va compondre per a la comunitat on era organista un llibre de Motetti a 2, 3 e 4 voci, con litania a 4 voci (Venècia, 1615).